# Перелешин Павло Олександрович
Павло́ Олекса́ндрович Переле́шин (27 червня 1821, садиба Щетиніно, Костромська губернія — 28 лютого 1901, Санкт-Петербург) — адмірал (21.04.1891) російського імператорського флоту. Учень адмірала Павла Степановича Нахімова, «діяльний помічник контр-адмірала Володимира Івановича Істоміна в Синопській битві та при захисті Малахового кургану». Почесний громадянин Севастополя. Севастопольський градоначальник, командир порту та комендант (1872–1876). 18 листопада 1898 року в Севастополі, під час відкриття пам'ятника адміралу П. С. Нахімову, він особисто розповідав присутньому на урочистості Миколі II про Синоп та про 349-денну оборону «Російської Трої». Цілком закономірно, що після смерті адмірала Перелешина імператор повелів поховати Павла Олександровича у соборі святого Володимира, «щоб той міг після смерті з'єднатися зі своїми бойовими товаришами».

## Біографія

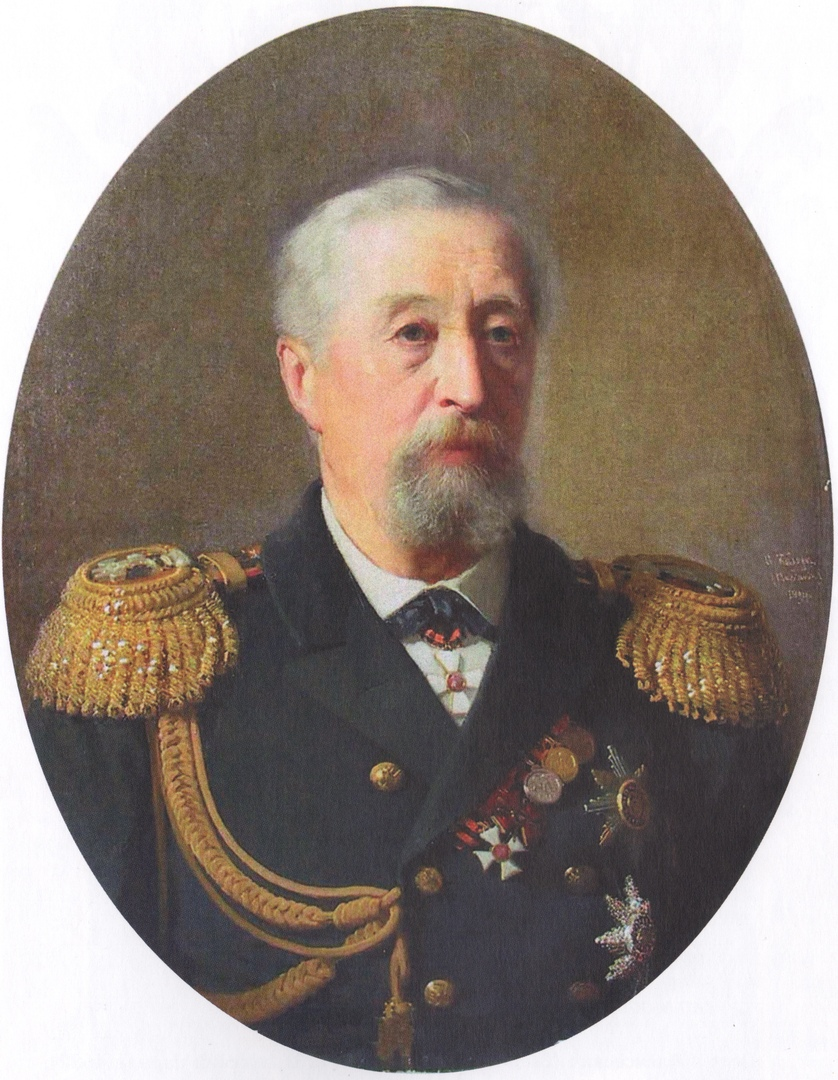
Портрет П.О. Перелешина роботи Івана Кьолера, 1894 р.

Павло Олександрович Перелешин народився в родині поміщика, відставного унтер-лейтенанта Російського флоту Олександра Леонтійовича Перелешина. У 1832 р. слідом за старшим братом Михайлом вступив кадетом до Морського кадетського корпусу, по закінченні якого в 1835 році гардемарином був відправлений плавати в Балтійське море на фрегаті «Нева», а через два роки в грудні 1837 року отримав звання мічмана з призначенням на Чорноморський флот.
У 1838–1853 рр. на різних суднах флоту крейсував біля абхазьких берегів, перевозив війська та вантажі по чорноморських портах, займався гідрографічними роботами. У 1839 р., перебуваючи на лінійному кораблі «Султан Махмуд», відзначився в десантній висадці при взятті містечка Су-баші на Кавказькому узбережжі, за що був удостоєний ордена Святої Анни 4-го ступеня з написом «За хоробрість». У 1840 році займався зйомкою берегів на шхуні «Забіяка». У 1843 р. отримав звання лейтенанта, у 1852 р. — капітан-лейтенанта.
У середині 1853 р. призначений старшим офіцером на 120-гарматний лінійний корабель «Париж», яким командував Володимир Іванович Істомін. 18 листопада 1853 року у складі екіпажу брав участь у Синопській битві. Тоді артилерія «Парижа» підірвала 22-гарматний корвет «Гюлі-Севид», потопила 64-гарматний фрегат «Нізаміє», вивела з ладу 56-гарматний фрегат «Даміад» і пошкодила турецьку берегову батарею № 5. Віце-адмірал П. С. Нахімов, який командував ескадрою Чорноморського флоту в цій битві, представив капітан-лейтенанта Перелешина «за відмінну хоробрість і розпорядливість по всіх частинах управління кораблем» до ордена Святого Георгія 4-го ступеня. Однак ця нагорода не була затверджена, і Павло Олександрович разом із командирами палубних батарей був удостоєний ордена Святого Володимира 4-го ступеня з бантом. Вважаючи цю нагороду не відповідною заслугам Перелешина при Синопі, Нахімов звернувся з повторним клопотанням до вищих інстанцій. 7 січня 1854 року Перелешина було підвищено до капітана 2-го рангу зі старшинством від 18 листопада 1853 року, призначено начальником 35-го флотського екіпажу та командиром лінкора «Париж». Однак лінкору «Париж» так і не довелося покинути межі Севастопольської бухти аж до свого затоплення 28 серпня 1855 року, як, втім, і іншим вітрильним суднам Чорноморського флоту, що там знаходилися, оскільки з кінця березня 1854 року панування в Чорному морі об'єднаної ескадри Британії та Франції стало переважним.

### Оборона Севастополя
З 13 вересня 1854 року Павло Олександрович перебував у гарнізоні обложеного Севастополя. Командував 3-м морським батальйоном, сформованим з команд кораблів «Париж» і «Гавриїл», та лівим флангом 4-го відділення оборонної лінії. За участь у відбитті 1-го бомбардування Севастополя в жовтні 1854 р. нагороджений орденом Святої Анни 2-го ступеня, за відзнаку при вилазці на французькі позиції в ніч з 10 на 11 березня 1855 року отримав звання капітана 1-го рангу. 28 березня 1855 року був контужений у скроню, 26 травня 1855 року — в голову та руку. У травні 1855 р., представляючи Перелешина до нагородження орденом Святого Володимира 3-го ступеня, начальник 4-го відділення капітан 1-го рангу М. Ф. Юрковський зазначав:
|  | Командуючи лівим флангом довіреної мені дистанції, незважаючи на сильний вогонь неприятеля під час бомбардування, що діяв перехресно з двох сторін, розсудливими розпорядженнями своїми та холоднокровністю, зосереджуючи вогонь завідуваних ним батарей, неодноразово змушував мовчати неприятельські батареї… |

|                                             | Треба було бачити ту холоднокровну розпорядливість, якою відрізнявся П. О. Перелешин. Командуючи правим флангом [Малахового] кургану, він гордо стояв на узвишші, головою вище бруствера, пильно стежачи за польотом кожного ядра, не звертаючи жодної уваги на чавун, що рвався навколо нього, та свист куль, що пролітали. Після кожного пострілу він голосно віддавав наказ підвищити або знизити гармату, дивлячись по польоту ядра. |
| — Д. І. Нікіфоров, офіцер Бутирського полку | |

30 травня 1855 року призначений начальником утвореного 5-го відділення оборонної лінії, що включало 1-й та 2-й бастіони. 6 червня 1855 року, в день першого штурму укріплень Севастополя, капітан 1-го рангу Перелешин, керуючи вогнем артилерії та піхоти, відбив усі атаки французів на своїй ділянці. За вміле командування, хоробрість і героїзм Похідна Дума Георгіївських кавалерів на чолі з адміралом П. С. Нахімовим представила Павла Олександровича до ордена Святого Георгія 3-го ступеня. У документі зазначалося: «За короткий проміжок часу встиг зробити дуже багато щодо укріплення та озброєння відділення, діючи з такою енергією, що саме йому слід приписати відбиття неприятельського наступу. Під час посиленого бомбардування, що передувало штурму, цей штаб-офіцер, хворий, сильно контужений каменем у голову, нехтуючи небезпеками з істинно героїчною самопожертвою, своїми розсудливими розпорядженнями вжив усіх заходів для збереження людей; 6 червня під час штурму (три атаки були відбиті артилерією та вогнем піхоти) сам керував вогнем артилерії і був діяльним помічником генерал-майору Свити Й. В. Урусову, начальнику піхоти…»
Наприкінці липня 1855 р. нагороджений орденом Святого Володимира 3-го ступеня. У середині серпня відбув на відпочинок у с. Сабли поблизу Сімферополя і більше участі в обороні Севастополя не брав.
Серед інших нагород за Кримську війну мав золоту зброю з написом «За хоробрість» (1856 р.). У 1856—1857 роках командував кораблями «Не тронь меня» та «Владимир», а в 1860 році був прикомандирований через поганий стан здоров'я — наслідок отриманих ран — до морського корпусу.

### Балтійське море
З 16 листопада 1855 року — командир 41-го флотського екіпажу та корабля Балтійського флоту «Ринда». 26 листопада 1855 року нагороджений орденом Святого Георгія 4-го ступеня за 25 років вислуги в офіцерських чинах (№ 9656 за списком Степанова — Григоровича). У цей час Павло та Михайло Перелешини перебували у відпустці на батьківщині, де жителі Костроми влаштували у Дворянському зібранні привітний прийом своїм прославленим землякам.
1 січня 1856 року нагороджений золотою шаблею з написом «За хоробрість» за героїзм при обороні Севастополя.
29 лютого 1856 року імператор Олександр II затвердив постанову Думи Георгіївських кавалерів, зроблену в Севастополі в червні 1855 р., удостоївши П. О. Перелешина ордена Святого Георгія 3-го ступеня «на відзнаку подвигів, проявлених під час оборони Севастополя, де, командуючи 5-м відділенням оборонної лінії, постійно відрізнявся мужністю і хоробрістю і при відбитті ворожого штурму 6 червня 1855 р. перебував безперервно в проломах, зроблених неприятелем, а також на всіх важливих пунктах довіреного відділення, і, нарешті, відбив неприятеля, який у великих силах атакував ці важливі пункти» (№ 499 за списком Степанова — Григоровича).
У 1856–1859 рр. капітан 1-го рангу П. О. Перелешин командував на Балтиці суднами «Не тронь меня» та «Владимир».
З травня 1861 р. служив начальником Бакинської морської станції та капітаном над Бакинським портом, 30 серпня 1863 р. отримав звання контр-адмірала. У 1864 р. залишив дійсну службу у флоті і протягом двох років був таганрозьким градоначальником і головним попечителем Азовського купецького судноплавства. Його досягнення на новому терені були відзначені в 1866 році орденом Святого Станіслава 1-го ступеня і переведенням до Санкт-Петербурга на посаду командира Гвардійського екіпажу (11.04.1866 – 08.04.1873). Тут відбувається новий злет у кар'єрі Перелешина: 15 жовтня 1867 р. його призначили до Свити Його Величності. У 1869 році та 1871 р. за «старанно-ревну службу» нагороджений орденом Святої Анни 1-го ступеня та імператорською короною до ордена Святої Анни 1-го ступеня. 1 січня 1872 р. Олександр II пожалував Павла Олександровича в генерал-ад'ютанти, а 8 квітня 1873 р. підвищив його до віце-адмірала.

### Севастопольський градоначальник
13 серпня 1873 року Перелешина призначили Севастопольським градоначальником, командиром порту та військовим комендантом. Саме при Павлі Перелешині почало відроджуватися зруйноване війною місто. Адмірал домігся дозволу на використання Південної бухти для торгового судноплавства, відкриття в Севастополі відділення державного банку. За клопотанням Павла Олександровича та міського голови М. І. Казі місту асигнували 300 тис. рублів на будівництво 10 хлібних магазинів. Щоб домогтися виділення Севастополю 50 тис. рублів на облаштування міської лікарні та коштів на створення пожежної частини, адмірал П. О. Перелешин сам вирушив до Петербурга. Саме при ньому в 1875 р. до Севастополя прибув перший поїзд.

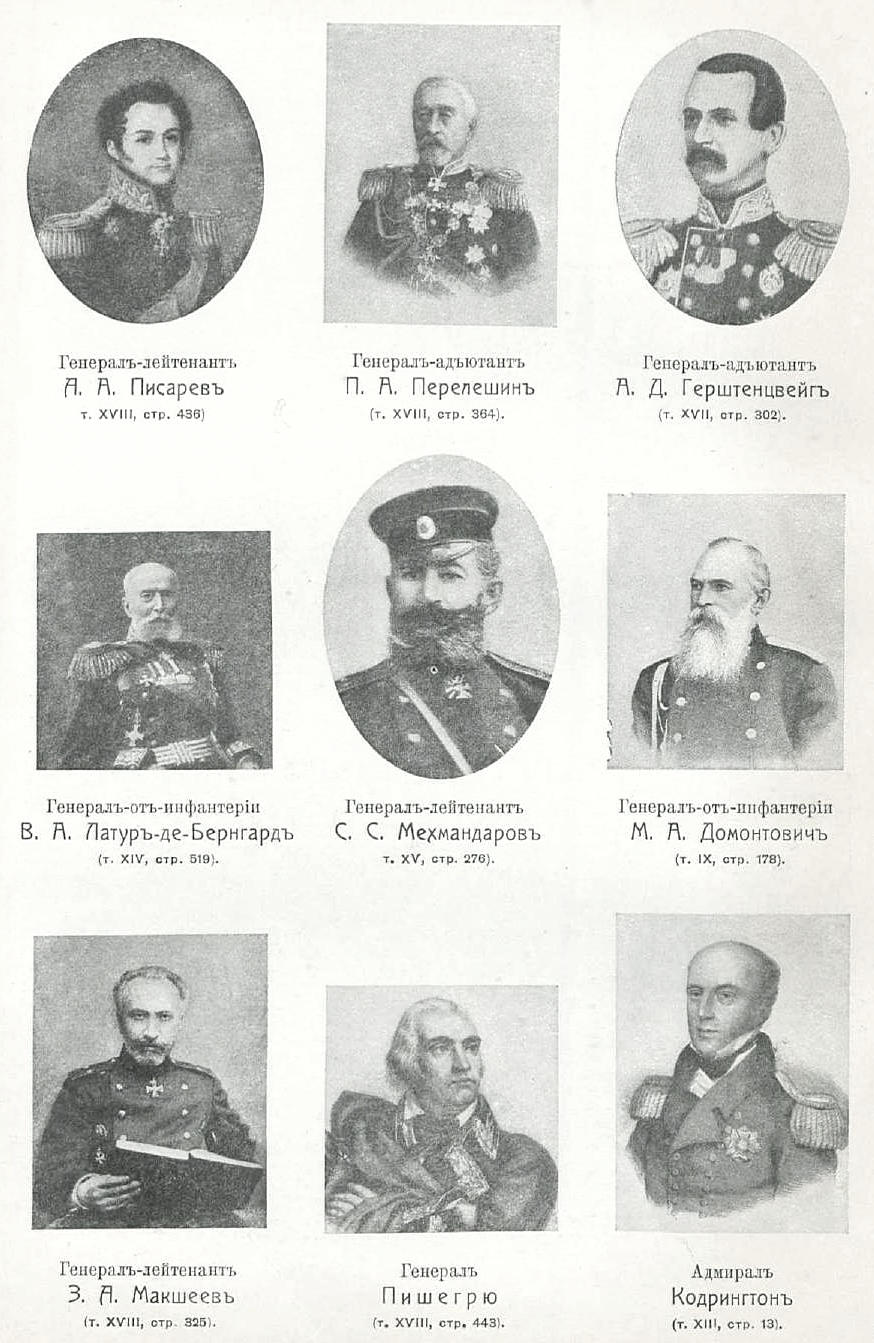
Портрет з «ВЭС»

У 1876 році за Найвищим велінням за рішенням Севастопольської міської думи градоначальнику віце-адміралу Павлу Перелешину було «присвоєно звання Почесного громадянина Севастополя».
1 березня 1876 року через хворобу Перелешин був звільнений з посади Севастопольського градоначальника. За заслуги перед Вітчизною в 1876 р. нагороджений орденом Святого Володимира 2-го ступеня. 5 жовтня 1879 р. йому було призначено додаткове утримання за чином капітана 2-го рангу в розмірі річної платні за участь у відбитті 1-го бомбардування Севастополя 5 жовтня 1854 р.
З 1881 року — директор Інспекторського департаменту Морського міністерства, член Комітету морських навчальних закладів. Того ж року удостоєний ордена Білого Орла. У 1883 р. нагороджений орденом Святого Олександра Невського і призначений членом Адміралтейств-ради, у 1887 р. отримав діамантові знаки до ордена Святого Олександра Невського. 21 квітня 1891 р. отримав звання повного адмірала. Удостоєний найвищих нагород Російської імперії — ордена Святого Володимира 1-го ступеня (1893) та ордена Святого Апостола Андрія Первозванного (1898).
У червні 1875 року разом з міським головою Севастополя паном М. І. Казі виступив за збереження оборонних споруд, зведених у період героїчного захисту Севастополя, як історичної пам'ятки. 28 листопада 1875 року Імператор Олександр II дозволив підписку для збору коштів на цей захід по всій Росії.
Був одним з головних творців Музею Чорноморського флоту в Севастополі, головою Комітету якого залишався до самої своєї смерті.
Разом з міським головою паном М. І. Казі багато зробив для відродження Севастополя, зміцнення його добробуту. Вони перші енергійно та успішно клопотали про розвиток комерційного значення міста, заснували реальне училище, відділення Державного банку, домоглися асигнування 300 тис. рублів на будівництво 10-ти хлібних міських магазинів, 50 тис. рублів на будівництво лікарні і, найголовніше на думку міського керівництва, домоглися надання Південної бухти для торгового судноплавства.
У 1876 році рішенням міської Думи Севастополя удостоєний звання Почесного громадянина міста Севастополя. Як писала кримська газета, яка повідомляла про смерть адмірала П. О. Перелешина: «…У всіх справах покійний адмірал брав найпалкішу участь, і його сердечному ставленню до потреб міста Севастополь зобов'язаний був своїм процвітанням. Вдячне населення, в особі своїх представників — гласних Думи і вирішило одночасно присвоїти звання Почесних громадян градоначальнику П. О. Перелешину та міському голові М. І. Казі. Того ж 1876 року на це послідувало Найвище веління» («Крымский вестник», 4 березня 1901 р.).
У 1881 році в чині віце-адмірала та званні генерал-ад'ютанта (з 1 січня 1872 р.) призначений директором інспекторського департаменту Морського міністерства, а потім членом комітету морських навчальних закладів та головного військово-тюремного комітету.
У 1883 році призначений членом адміралтейств-ради, на початку 1880-х років очолював спеціальну Комісію, створену для складання документа з метою впорядкування проходження служби офіцерського складу флоту. Комісією під його керівництвом було розроблено «Положення про морський ценз» та «Положення про чини по Адміралтейству», затверджені в 1885 р.
23 грудня 1887 року — пожалувані діамантові знаки до ордена Святого Олександра Невського — за п'ятдесятирічну відмінно-старанну службу в офіцерських чинах.
21 квітня 1891 року отримав звання адмірала. 22 серпня 1891 року — вручено «Знак відзнаки за 50 років бездоганної служби».
У 1895 році був Найвище командирований для присутності на церемонії відкриття пам'ятника адміралу Корнілову на Малаховому кургані.
14 травня 1896 року — в день Священного Коронування Государя Імператора Миколи II Найвище пожалуваний перснем з портретом Його Імператорської Величності.
У «Морском сборнике» за 1858 р. надрукована його стаття «Кілька слів про характер П. С. Нахімова».
18 листопада 1898, в день 45-річчя Синопської битви Найвищим іменним рескриптом Государя Імператора Миколи II нагороджений орденом Св. Апостола Андрія Первозванного.
Тоді ж був присутній у Севастополі при відкритті у Найвищій присутності пам'ятника адміралу Нахімову.

## Сім'я
У 1858 році одружився з Олександрою Михайлівною Корсаковою, донькою відставного колезького радника та декабриста Михайла Матвійовича Корсакова. У них було шестеро дітей: два сини (Михайло та Павло) і чотири доньки (Олександра, Катерина, Надія та Марія).
Його брат, Михайло Олександрович Перелешин, також брав участь в обороні Севастополя і був нагороджений орденом Святого Георгія.

## Смерть
Помер 28 лютого 1901 року в Санкт-Петербурзі. За велінням імператора Миколи II був похований у Володимирському соборі в Севастополі, в усипальниці адміралів. Могила не збереглася.

### Похорон
За Найвищим повелінням тіло після відспівування 3 березня в столиці було перевезено на Миколаївський вокзал і відправлено до Севастополя для поховання в храмі святого Володимира. Головний командир Чорноморського флоту та портів адмірал С. П. Тиртов надіслав удові покійного телеграму наступного змісту:
|  | Від себе та Чорноморських моряків просимо прийняти наше щире співчуття у глибокому нещасті, що спіткало Вас; несподівана смерть високоповажного адмірала позбавила нас заслуженого старшини Чорноморського флоту. Портрет покійного адмірала П. О. Перелешина, Почесного громадянина Севастополя, був виставлений у будівлі міської управи, в якій 2 березня 1901 року о 6 годині вечора було відправлено панахиду за померлим першим градоначальником Севастополя. Покійний генерал-ад'ютант, адмірал Перелешин, до своєї смерті був почесним головою музею Севастопольської оборони. Після смерті це почесне звання взяв на себе Великий Князь Олександр Михайлович, за розпорядженням якого було покладено вінок від музею на труну адмірала Перелешина. |

У зв'язку зі смертю Павла Олександровича було видано наказ Головного командира Чорноморського флоту та портів від 4 березня 1901 року:
|  | У середу 7 березня о 6 ранку буде привезено до Севастополя залізницею тіло померлого 28 лютого 1901 р. адмірала П. О. Перелешина. Пропоную чинам морського відомства з'явитися на Севастопольський вокзал у парадній формі, з трауром на лівому рукаві. Після заупокійної літургії поховання відбудеться в храмі Св. Володимира — по праву сторону, поруч із могилою адмірала Шестакова. |

Для участі в похоронній процесії були запрошені інваліди Морського відомства, які проживали в Севастополі, захисники Севастополя 1854–1855 рр. та учасники Синопської битви. До 7 години ранку 7 березня на вокзал прибуло все флотське та цивільне начальство. Після короткої літії з вагона було винесено труну, на якій лежала Золота шабля з написом «За хоробрість», вінки. Труну встановили на «колісницю», розпочалася траурна хода по Вокзальному узвозу повз війська Севастопольського гарнізону. Попереду — духовенство на чолі з настоятелем Миколаївського собору протоієреєм Золотухою, за ними — 3 адміральські прапори, лафет з труною, за яким йшли дві доньки покійного. Від Вокзального узвозу процесія через Катерининську вулицю по Пологому узвозу пройшла на вулицю Соборну. Кореспондент міської газети «Крымский вестник», який спостерігав за похороном, так описав побачене:
|  | Труну до храму Св. Володимира внесли градоначальник Федосьєв, племінник покійного генерал-майор Перелешин, гласні севастопольської думи К. П. Гаврилов, І. Г. Фінченко та ін. У нижньому приділі храму під керівництвом інженер-підполковника Смульського була підготовлена могила. Тут, як відомо, призначені могили для 18, з яких 2 місця вже зайняті. Це заглиблення, заздалегідь підготовлені та закриті мозаїкою. Для адмірала П. О. Перелешина відкрито заглиблення поруч з могилою Шестакова. О 10 ранку протоієрей Золотуха відслужив літургію, потім все духовенство відслужило панахиду, і труну перенесли до нижнього приділу. Біля могили була відслужена коротка літія. Труну опущено в могилу, за бажанням дружини покійного туди опустили живі квіти та вінки. На могилу тимчасово покладено дерев'яну дошку: «Адмірал П. О. Перелешин, помер 28 лютого 1901 р.» |

Наступного дня, 8 березня, в будівлі музею Севастопольської оборони було відправлено панахиду за Павлом Перелешиним, почесним головою музею.

## Нагороди
- Орден Святої Анни 4-го ступеня з написом «За хоробрість» (1839),
- Орден Святої Анни 3-го ступеня (5 грудня 1850),
- Орден Святого Володимира 4-го ступеня з бантом за відзнаку в Синопській битві (20 січня 1854),
- Орден Святої Анни 2-го ступеня (1854),
- Орден Святого Володимира 3-го ступеня (1855),
- Орден Святого Георгія 4-го ступеня за 25 років бездоганної служби в офіцерських чинах (26 листопада 1855),
- Золота шабля «За хоробрість» (1 січня 1856),
- Орден Святого Георгія 3-го ступеня (29 лютого 1856),
- Орден Святого Станіслава 1-го ступеня (1866),
- Орден Святої Анни 1-го ступеня (1869),
- Імператорська корона до ордена Святої Анни 1-го ступеня (1871),
- Почесний громадянин Севастополя (1876),
- Орден Святого Володимира 2-го ступеня (1876),
- Орден Білого Орла (1881),
- Орден Святого Олександра Невського (15 травня 1883),
- Діамантові знаки до ордена Святого Олександра Невського (23 грудня 1887),
- Орден Святого Володимира 1-го ступеня (1893),
- Орден Святого апостола Андрія Первозванного (18 листопада 1898).

## Пам'ять
З кінця XIX ст. до 1975 р. в Севастополі була вул. Перелешинська (на честь братів Павла та Михайла Перелешиних), перейменована потім на вул. Демідова. У 2008 р. Міська рада Севастополя ухвалила рішення про присвоєння імені адмірала Російського флоту П. О. Перелешина новій набережній, яка тягнеться від яхт-клубу в Мартиновій бухті до набережної Адмірала Клокачова.